# Kraaiwijk
Kraaiwijk (officieel: Craywick) is een dorpje en gemeente in de Franse Westhoek, in het Franse Noorderdepartement (Frans: département du Nord). De gemeente ligt in Frans-Vlaanderen in de streek het Blootland. Zij grenst aan de gemeenten  Loon, Broekkerke, Broekburg, Sint-Joris en Grevelingen. Langs de zuidkant van de gemeente loopt de Broekburgvaart, die daar de grens vormt met Broekkerke. In het oosten van de gemeente ligt het gehucht Koppenaksfoort eveneens aan de Broekburgvaart. De gemeente telde op 1 januari 2022 770 inwoners.

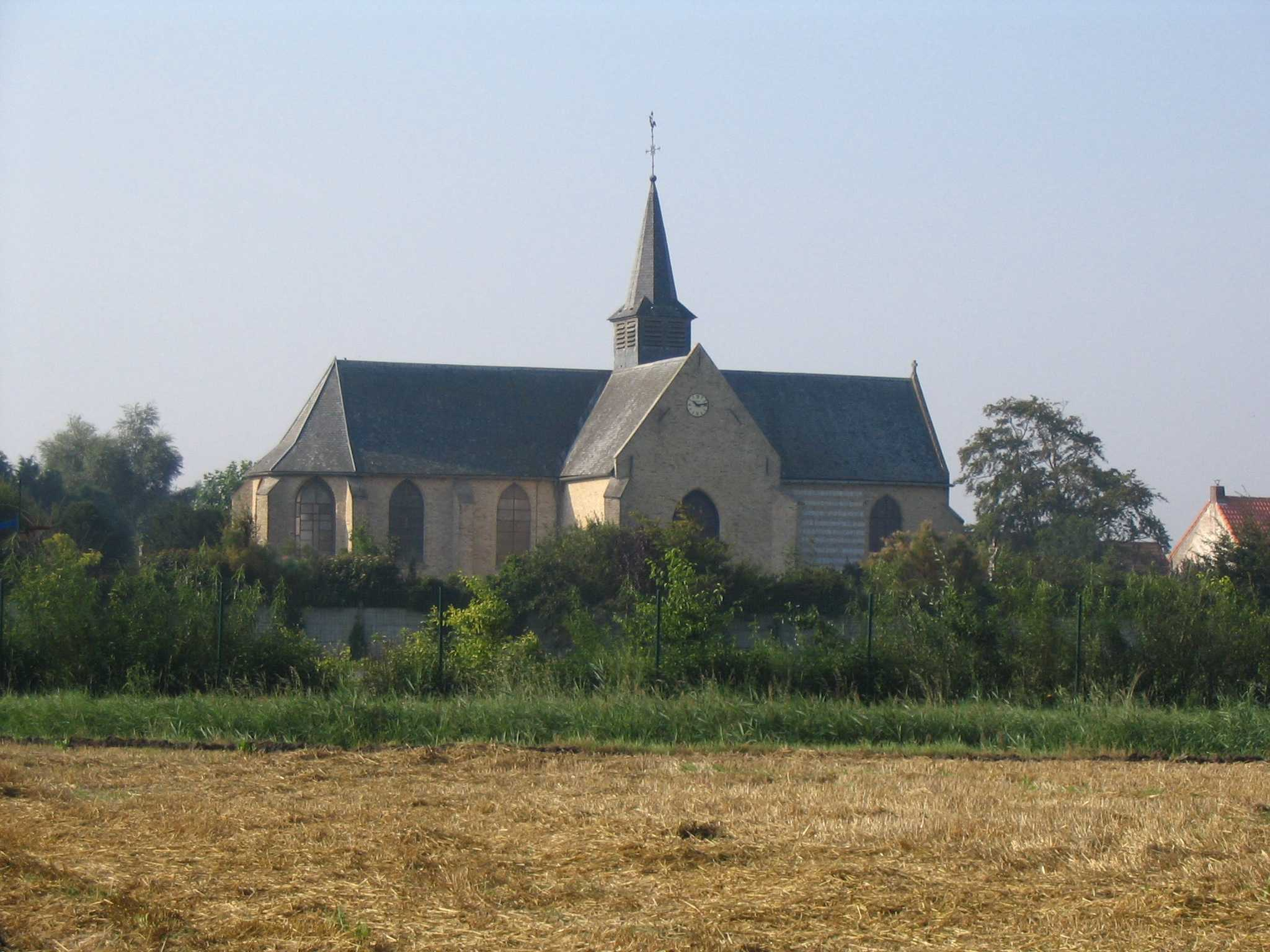
De Sint-Gilliskerk van Kraaiwijk

## Geografie
De oppervlakte van Kraaiwijk bedroeg op 1 januari 2022 7,73 vierkante kilometer; de bevolkingsdichtheid was toen 99,6 inwoners per km².

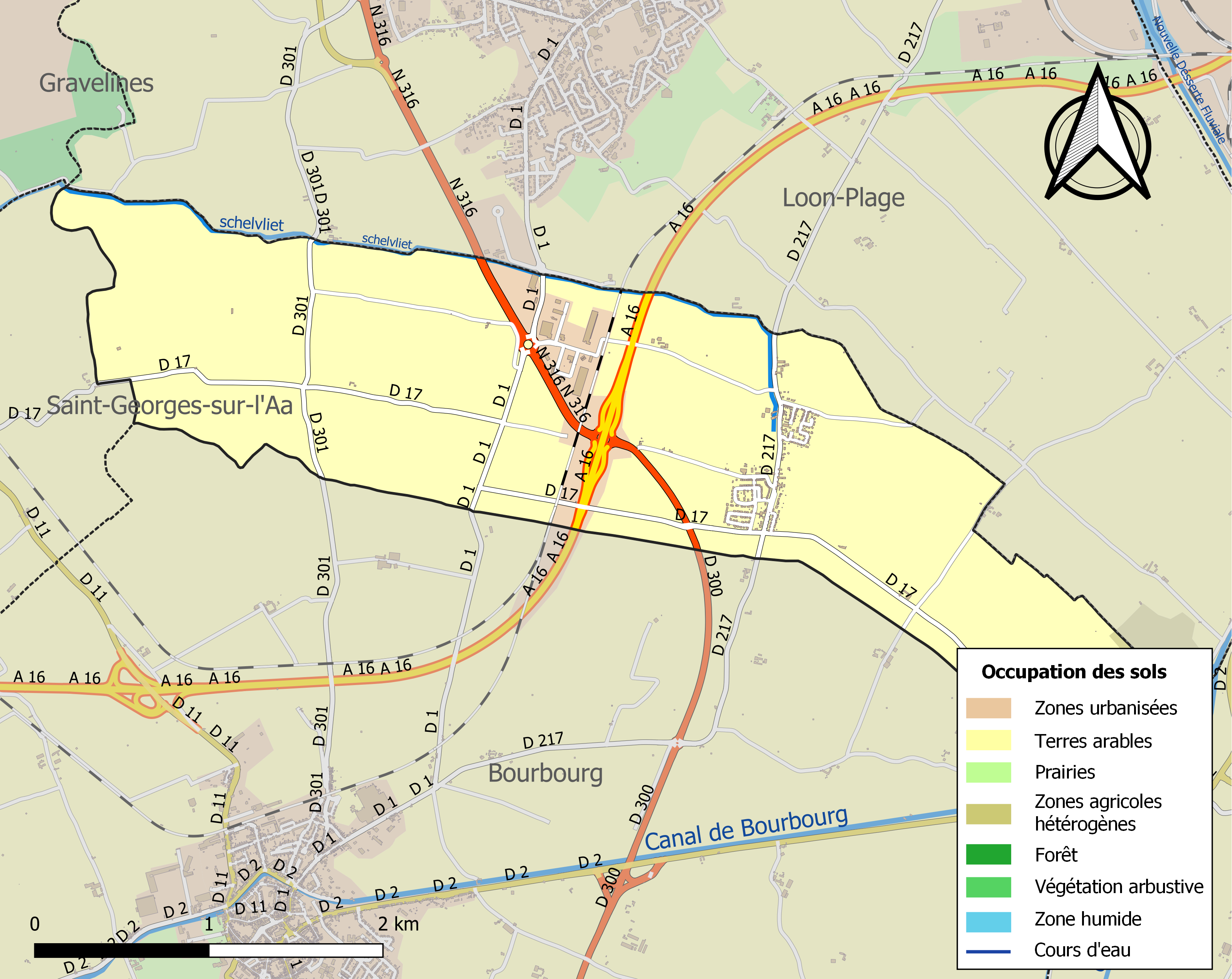
Kaart van de gemeente met belangrijkste infrastructuur, bodemgebruik en omliggende gemeenten

## Bezienswaardigheden
- De Sint-Gilliskerk (Église Saint-Gilles)

## Demografie
Onderstaande figuur toont het verloop van het inwonertal (bron: INSEE-tellingen).